# Токо
Токо, или токи (лат. Tockus), — род птиц из семейства птиц-носорогов (Bucerotidae).

## Классификация
Международный союз орнитологов включает в род 10 видов:
- Tockus ruahae Kemp & Delport, 2002
- Tockus kempi Tréca & Érard, 2000
- Tockus damarensis (Shelley, 1888)
- Tockus rufirostris (Sundevall, 1850)
- Tockus erythrorhynchus (Temminck, 1823) — Красноклювый токо, или красноклювый ток
- Tockus monteiri Hartlaub, 1865 — Ток Монтейра
- Tockus deckeni (Cabanis, 1868) — Черноклювый токо
- Tockus jacksoni (Ogilvie-Grant, 1891) — Джексонов ток
- Tockus leucomelas (Lichtenstein, 1842) — Южный желтоклювый ток
- Tockus flavirostris (Rüppell, 1835) — Желтоклювый токо, или желтоклювый ток

В 2013 году на основании филогенетических исследований из рода токо выделен род Lophoceros Hemprich & Ehrenberg, 1833, к которому относят 8 видов:
- Lophoceros bradfieldi (Roberts, 1930) — Скальный ток[3]
- Lophoceros alboterminatus Büttikofer, 1889 — Венценосный ток[3]
- Lophoceros semifasciatus (Hartlaub, 1855)
- Lophoceros fasciatus (Shaw, 1812) — Пёстрый ток
- Lophoceros hemprichii (Ehrenberg, 1833) — Хемприхов ток
- Lophoceros nasutus (Linnaeus, 1766) — Африканский серый токо, или серый токо, или африканский серый ток
- Lophoceros camurus (Cassin, 1857) — Малый ток[3]
- Lophoceros pallidirostris (Hartlaub & Finsch, 1870) — Бледноклювый ток[3]